# Aaron Ward (amiral)
Pour les articles homonymes, voir Aaron Ward et Ward.
Aaron Ward, né le 10 octobre 1851 à Philadelphie et mort le 5 juillet 1918, est un officier de l'United States Navy de la fin du XIXe siècle et du début du XXe siècle.  Il combattit pendant la guerre hispano-américaine.

## Formation
Aaron Ward est le fils du brigadier général Ward B. Burnett qui servit comme colonel du 2e régiment de volontaires de New York pendant la guerre mexico-américaine et comme brigadier général de la milice de New York pendant la guerre de Sécession. Ward prit le nom de son grand-père maternel, le Major General Aaron Ward de la milice de New York.
Ward entra à l'United States Naval Academy avec le rang de midshipman le 28 septembre 1867, et fut diplômé le 6 juin 1871.

## Carrière
Il servit sur la frégate à vapeur USS California dans l'escadre du Pacifique et fut promu au grade d'enseigne, le 14 juillet 1872. Il servit ensuite sur le sloop à vapeur USS Brooklyn aux Antilles de 1873 à 1874, avant d'être sur la frégate USS Franklin pour l'escadre européenne et il est élevé au grade de maître naval le 8 février 1875.
Ward est à la Naval Academy de 1876 à 1879, puis il est sur l'USS Constitution de 1879 à 1882, devenant lieutenant le 25 novembre 1881.
Ensuite Ward est occupé par divers devoirs professionnels à la station navale de Torpedo à  Newport, et au New York Navy Yard en 1885. Puis il est jusqu'en 1888 stationné sur les sloops USS Hartford et USS Monongahela dans le Pacifique. Entre 1889 et 1894, Ward est attaché naval à Paris, Berlin, et Saint-Pétersbourg. Il navigue à bord du croiseur cuirassé New York aux Antilles et au Brésil jusqu'en 1894, à bord du croiseur protégé USS San Francisco en Méditerranée jusqu'en 1896.

## Guerre hispano-américaine
Pendant la guerre hispano-américaine, Ward commanda l'USS Wasp. Il devint lieutenant commander le 3 mars 1899, pour bravoure et services rendus à la bataille de Santiago de Cuba.

## Carrière après la guerre
Il commanda ensuite le croiseur auxiliaire USS Panther pendant un an aux Antilles, puis dirigea l'escadre asiatique, et de 1901 à 1908, les canonnières USS Yorktown et USS Don Juan de Austria, puis le croiseur cuirassé USS Pennsylvania. Pendant une année, il fut le superviseur du port de New York avant d'être aide-de-camp du secrétaire à la Marine des États-Unis en 1909.
En 1910, Ward fut nommé rear admiral. En 1911, il devint second in command de la flotte américaine de l'Atlantique.

## Retraite

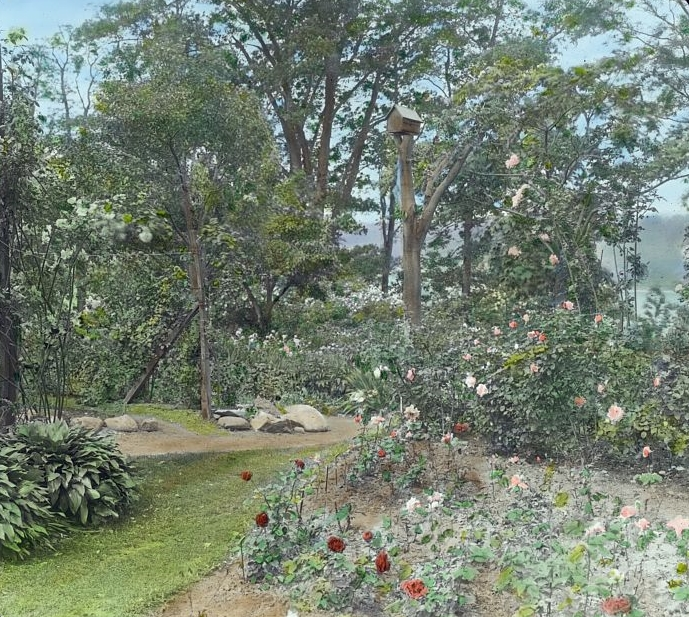
Quelques rosiers du parc de Willowmere.

L'amiral Ward prit sa retraite le 10 octobre 1913, à l'âge de 62 ans. Il séjournait à Willowmere, propriété familiale héritée par son épouse en 1882, où le couple s'adonnait à leur passion des fleurs, notamment des roses. Le rosiériste lyonnais Joseph Pernet-Ducher, qu'ils patronnaient, leur dédia trois roses : 'Mrs Aaron Ward' (1907), 'Willowmere' (1913), et 'Admiral Ward' (1915). L'amiral contribua aussi à plusieurs revues d'horticulture.
En 1914, l'amiral Ward commanda le navire Red Cross affrété par la Croix-Rouge américaine qui transportait des équipes médicales afin de soigner les soldats malades ou blessés de toute nationalité (les États-Unis n'entrèrent en guerre qu'en 1917). L'empereur François-Joseph fit décorer l'amiral Ward de la médaille du Mérite militaire pour ses services.
Il était membre de la General Society of Colonial Wars et membre du Aztec Club of 1847.

## Mort
L'amiral Ward mourut le 5 juillet 1918, et fut enterré au cimetière de Green-Wood, à Brooklyn (New York).

## Famille
L'amiral Ward était l'époux d'Annie Cairns Willis dont il eut six enfants, dont quatre moururent dans l'enfance. Lorsque son fils Frankie (1877-1880) mourut à l'âge de trois ans et demi, il fit ériger une statue grandeur nature sur sa tombe. Ses deux filles (qui atteignirent l'âge de maturité) sont Hilda Ward (1878-1950), peintre, et Edna, épouse de l'amiral Washington Lee Capps.

## Distinctions
- Médaille Samson
- Médaille de la campagne d'Espagne
- Médaille de la campagne des Philippines
- Médaille du Mérite militaire (Autriche-Hongrie)

## Hommages
Trois navires de la marine américaine ont été baptisés du nom de l'amiral Ward :
- L'USS Aaron Ward (DD-132) qui servit entre 1919 et 1940, puis devint le HMS Castleton.
- L'USS Aaron Ward (DD-483) qui servit entre 1942 et son naufrage dû par les bombardements japonais en 1943.
- L'USS Aaron Ward (DM-34) qui était un destroyer poseur de mines qui servit en 1944 et 1945.